# Hellenbergtunnel
Der Hellenbergtunnel ist ein 552 m langer Tunnel der Schnellfahrstrecke Köln–Rhein/Main.
Er unterquert den Hellenberg im Wiesbadener Ortsbezirk Naurod und trägt daher seinen Namen.
Der Tunnel nimmt zwei Gleise in Fester Fahrbahn auf, die planmäßig mit 300 km/h befahren werden können.

## Verlauf
Der Tunnel liegt zwischen den Streckenkilometern 142,9 (Nordportal) und 143,4 (Südportal), östlich der A 3. Die Trasse verläuft in südlicher Richtung in einer Linkskurve. Die Gradiente fällt zum Südportal hin ab.
Die maximale Überdeckung liegt bei rund 25 m.

## Geschichte

### Planung
Bereits Ende 1995 lag die geplante Länge des Bauwerks bei 552 m.
In der Planungsphase gehörte die Röhre zum drei Kilometer langen Planfeststellungsabschnitt 33/1.1 (Naurod–Bremtal).
Das Baurecht lag ab Anfang April 1997 vor. Es war der erste Tunnel im Schnellfahrabschnitt der Neubaustrecke, dessen Bau genehmigt wurde.
Mit dem Bau beauftragt wurde die österreichisch-deutsche Arbeitsgemeinschaft ATAC. Zu ihr gehörten die Unternehmen Alpine, Ilbau, Beton- und Monierbau, G. Hinteregger und ÖSTU Tunnelbau GmbH.

### Bau

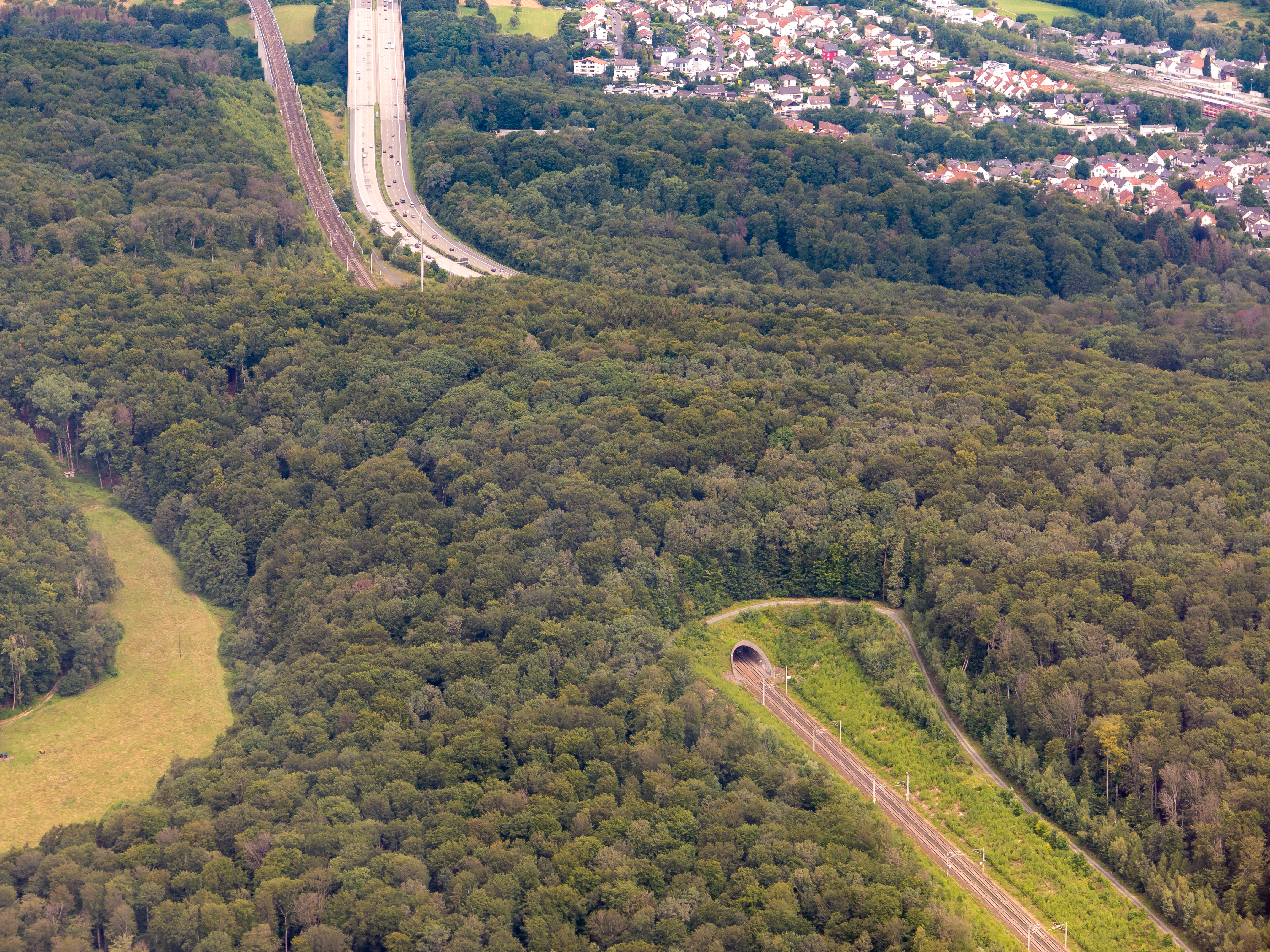
Hellenbergtunnel von Süden

Am 10. Juli 1997 als erster Tunnel im Baulos C und als zweiter Tunnel in Hessen (nach dem Frankfurter-Kreuz-Tunnel) der Neubaustrecke angeschlagen. Die Schauspielerin Sibylle Nicolai übernahm die Tunnelpatenschaft. Während der Bauphase wurde der Tunnel entsprechend als Sibylle-Tunnel bezeichnet. Die Fertigstellung wurde für Herbst 1998 erwartet.
Die im Endzustand 13,44 m breite und 8,19 m hohe Röhre durchörtert ein Schiefergebirge.
Nachdem die Kalotte Ende 1997 bereits auf voller Länge durch den Berg getrieben war, begann der Innenausbau im Frühjahr 1998. Mitte 1998 lief die Betonierung der Innenschale. Er wurde als erster Tunnel der gesamten Neubaustrecke fertiggestellt.
Der Tunnel wurde in bergmännischer Bauweise errichtet. Er zählte zum Baulos C im Mittelabschnitt der Neubaustrecke.

### Inbetriebnahme

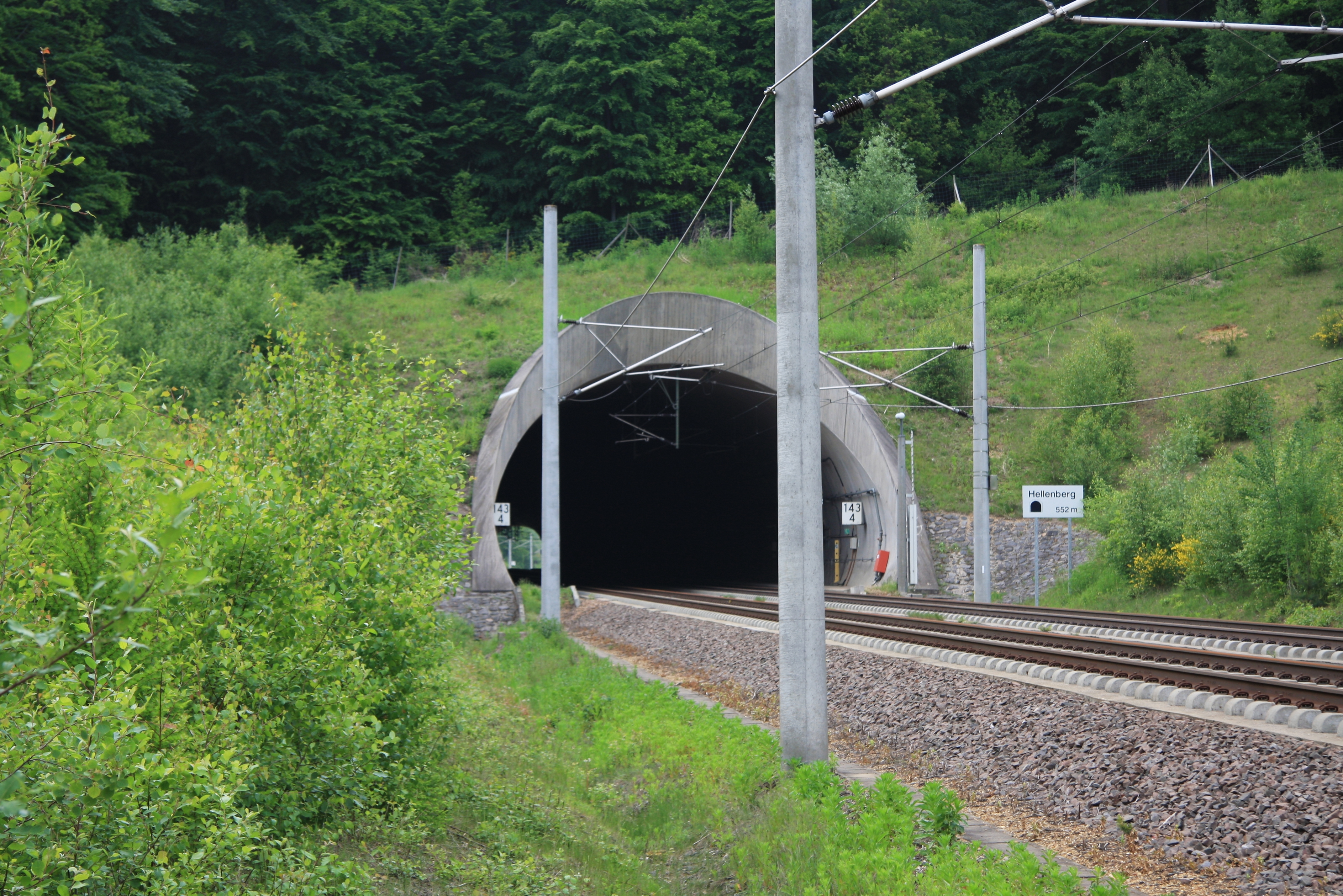
Das Südportal des Hellenbergtunnels

Der Tunnel wurde 2002 als Teil der Neubaustrecke in Betrieb genommen.